# Pieve di Santa Maria a Carraia

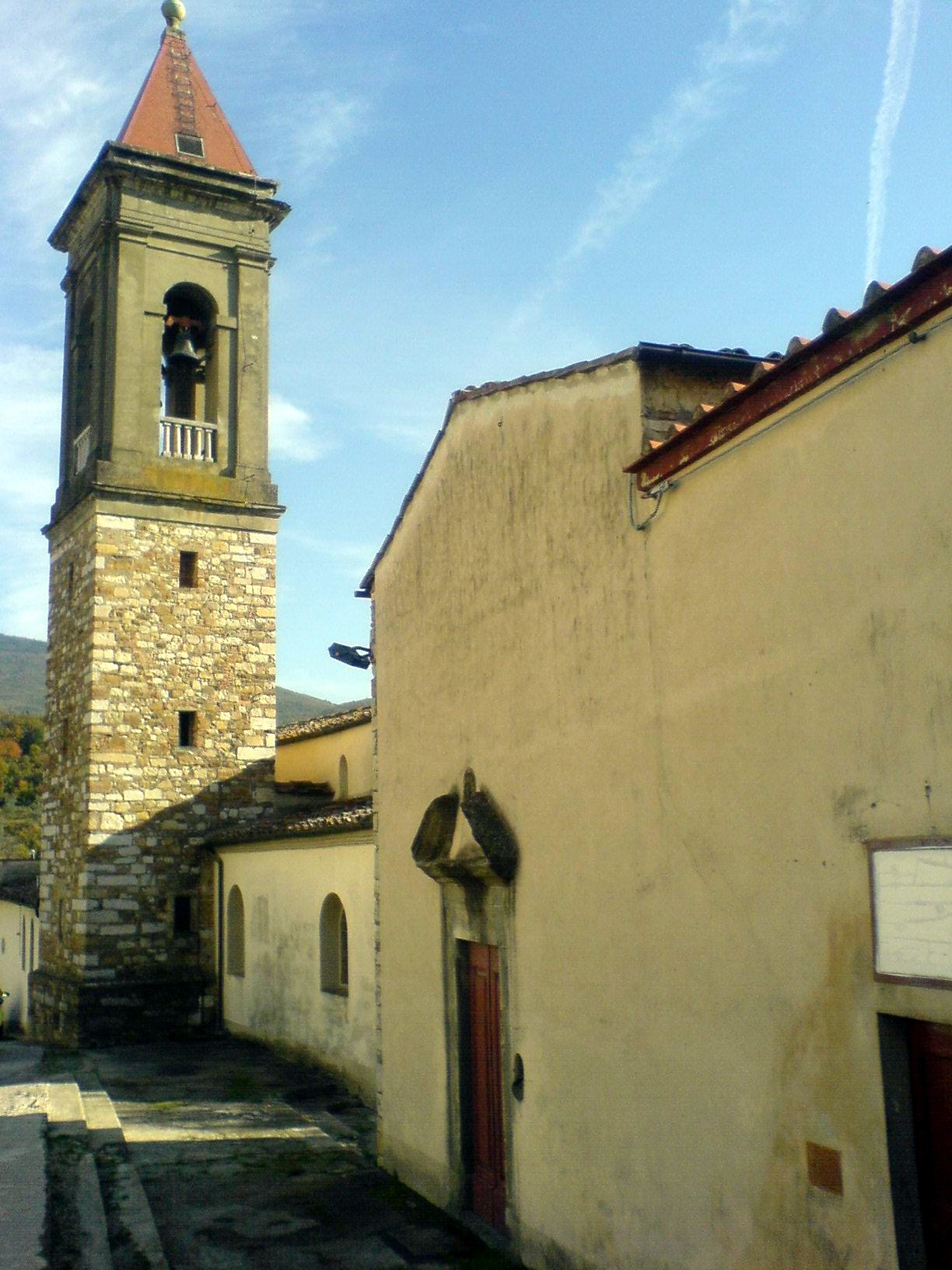
Il campanile e il lato settentrionale della pieve. In primo piano l'oratorio.

La pieve di Santa Maria si trova in località Carraia, nel comune di Calenzano.

## Storia e descrizione
Fondata prima del Mille, era orientata con la facciata a monte. Nel 1949 fu restaurata e ne fu capovolto l'orientamento; furono demoliti altari e cappelle e con essi tutti gli stemmi e le targhe degli antichi patroni.
All'interno conserva la Madonna che porge la cintola a San Tommaso fra i santi Michele Arcangelo e Francesco con il committente della bottega di Lorenzo di Credi (1510), la Madonna e il Bambino tra san Rocco e san Sebastiano attribuita ad Agnolo di Donnino, e un Sant'Antonio abate della bottega di Ridolfo del Ghirlandaio.
Nel 1662 si costituì la Compagnia di Sant'Antonino, con sede in un oratorio retrostante, che presenta un interno rococò riccamente decorato tra ottavo e nono decennio del Settecento con stucchi e tele di Gesualdo Francesco Ferri. La tela con Sant’Antonino Pierozzi e sant’Isidoro Agricola è firmata e datata nel 1782.

## Antico piviere di Carraia
- chiesa di Santa Margherita a Torri;
- chiesa di San Lorenzo a Vezzano;
- chiesa di San Pietro a Casaglia;
- chiesa di San Martino a Lama;
- chiesa di Santa Lucia a Collina;
- chiesa di San Lorenzo a Spezzatole;
- chiesa di Santo Stefano a Secciano;
- chiesa di San Michele a Cupo.